# Besøket
Kapital är en roman från 2006 av den norske författaren Stig Sæterbakken.

## Handling
Sigmund Winther är en medelålders advokat och lever ett tryggt och stillsamt liv med sin hustru. På sin 42-årsdag blir han uppsökt av en gammal gymnasievän, Gunnar, som han inte har träffat på 23 år. Gunnar har med sig en kassettinspelning från en anarkistgrupp de båda varit medlemmar i. Sigmunds självbild får sig en törn när han hör sig egen, torra röst på inspelningen. Därtill visar det sig vara svårt att få Gunnar att lämna huset.

## Mottagande
Leif Ekle  på NRK skrev att romanen är "en tämligen stillestående affär", men att texten på samma gång är "intensiv" och "närvarande". Ekle fortsatte: "Det bor mycket novell i denna relativt korta roman – just i den stillastående berättelsen som rör på sig på allvar först när läsaren vågar släppa in den tillsammans med det oundgängliga obehaget som följer med – att frukta för sin egen förlorade självuppfattning."